# Irene Nortes
Irene Nortes (Madrid) es una youtuber española.
Originaria de Madrid, en su canal de YouTube, que acumula más de 300.000 suscriptores, se dedica a promover un estilo de vida más lento, consciente y conectado con la naturaleza y con uno mismo. Hace vlogs de su vida cotidiana, mediante los cuales comparte reflexiones sobre la vida. Algunas de las actividades que practica a menudo en los vídeos son la lectura, la escritura, la pintura y el yoga. Esporádicamente, también publica videotutoriales de inspiración en este ámbito.
Los vídeos iniciales en su ciudad natal conforman la serie madrid diaries, pero en septiembre del 2021 se mudó a Tenerife, así que empezó una secuela titulada análogamente tenerife diaries.
Además, tiene su propio negocio, Aesceric (del inglés «aesthetic», tdl. ‘estético’), que se centra en el diseño y la producción artesanales de prendas de ropa.